# 山崎昭夫
山崎 昭夫（山﨑 昭夫、やまざき あきお、1969年9月1日 - ）は、日本の政治家。長野県長野市議会議員（1期）。信越放送元社員で元アナウンサー。

## 略歴
1994年に早稲田大学社会科学部を卒業後、信越放送に入社した。
2001年4月から5年間、同局の夕方ワイド番組「Uパレード」のキャスターを務めていたため、テレビ出演が中心になっていたが、キャスター降板後はラジオ番組に移った。
2022年3月14日、パーソナリティを務める「Mixxxxx＋」で、自身が4月に他部署に異動、それに伴い、番組を降板することを発表した。
2023年7月、信越放送を退社。
2023年9月17日投開票の長野市議会議員選挙に日本維新の会公認で立候補し得票数1位（6,629票）で初当選した。

## 人物
自他共に認める「鉄道ファン」である。地元の長野電鉄のDVD「ゆけむり」のナレーションと2011年2月26日から運行を開始した2100系「特急スノーモンキー」の自動放送の日本語を担当（車内とデッキとを仕切るドア上のLED式車内案内表示器で、走行中に自動放送は山崎が担当していることが表示される）。

## 過去の担当番組

### SBCテレビ
- みどりのたより（1996年4月 - 1999年10月）
- ほっとスタジオSBC・リポーター
- Uパレード（2001年4月 - 2006年3月）
- 3時は!ららら♪
- ずくだせテレビ （中継リポーター）
- SBCスペシャル

### SBCラジオ
- SBCミュージックマンボウ（1994年10月 - 1997年9月）
- うきうきワイド 土曜痛快大通りレポーター（1994年10月 - 1996年3月）
- 山崎昭夫の空耳Hot Wave（1995年4月 - 1997年3月）
- ぽっぷん王国ミュージックスタジアム（1997年4月 - 1998年3月）
- わくわくワイド Let's goラジオザウルス（1998年4月 - 1999年3月）
- できたてワイド ラジオどんぶり（1999年4月 - 2001年3月）
- わくわくわいど!アッパレ大通り（2006年4月 - 2008年3月）
- ラジオDEアミーゴ（2006年10月 - 2008年3月）
- ラジオ出たとこ勝負（2008年4月5日 - 2010年4月3日）
- モーニングワイド ラジオJ（2008年4月 - 2009年3月）
- 情報わんさか GO!GO!ワイドらじ☆カン（水・木）（2013年4月 - 2020年9月）
- Mixxxxx＋（月曜）（2020年9月28日 - 2022年3月21日）